# Орден «Трудова слава» (ПМР)
Орден «Трудова слава» — одна з державних нагород Придністровської Молдовської Республіки. Засновано Указом № 33 Президента ПМР від 4 лютого 2000.

## Опис
Орден заснований для нагородження за високі трудові досягнення у виробництві, науково-дослідній, державної, соціально-культурної, спортивної та іншої діяльності на благо суспільства, а також за прояв громадянської доблесті і слави. Орденом можуть нагороджуватися як громадяни ПМР, так і підприємства, організації, установи. Орден «Трудова слава» носиться на лівій стороні грудей і, за наявності інших орденів ПМР, повинен розташовуватися після орденів «Орден Республіки», «За особисту мужність» і «Орден Пошани». 

## Кавалери
Див .:  Категорія: Кавалери ордена «Трудова слава» (ПМР)
- Шевчук Євген Васильович — 2-й Президент Придністровської Молдавської Республіки
- Степанов Петро Петрович — Голова Уряду Придністровської Молдавської Республіки
- Корольов Олександр Іванович — віце-президент ПМР.[2]
- Бєляєв Володимир Михайлович — міністр інформації та телекомунікації ПМР. [3]
- Придністровський державний ансамбль танцю і народної музики «Віоріка» — в березні 2011. [4]
- ЗАТ АКБ «Іпотечний» — за активну діяльність в становленні і розвитку банківської системи ПМР. [5]
- Ястребчак Володимир Валерійович — 2-й Міністр закордонних справ Придністровської Молдовської Республики[6]
- Парнас Майя Іванівна — Заступник Голови Уряду ПМР, 4-й Міністр економічного розвитку ПМР
- Монул Сергій Миколайович — 8-й  Міністр внутрішніх справ ПМР
- Мосейко Григорій Олексійович — художній керівник і диригент Державного симфонічного оркестру Придністров'я